# 斯坦尼斯拉夫·亚拉贝克
斯坦尼斯拉夫·亚拉贝克（1938年12月9日—），斯洛伐克男子足球运动员，场上位置是后卫。他曾代表捷克斯洛伐克国奥队参加1968年夏季奥林匹克运动会足球比赛，获得第九名。